# 罗什夏尔-拉迈朗
罗什夏尔-拉迈朗（法語：Roche-Charles-la-Mayrand，法語發音：[ʁɔʃ ʃaʁl la mɛʁɑ̃]）是法国多姆山省的一个市镇，属于伊苏瓦尔区。该市镇于1975年由原市镇罗什夏尔（Roche-Charles）和拉迈朗（La Mayrand）合并而成。

## 地理
罗什夏尔-拉迈朗（45°27'31"N, 3°1'49"E）面积16.22 平方千米，位于法国奥弗涅-罗讷-阿尔卑斯大区多姆山省，该省份为法国中南部省份，北起阿列省接壤，东临卢瓦尔省，南至上盧瓦爾省和康塔爾省，西接科雷兹省和克勒兹省。
与罗什夏尔-拉迈朗接壤的市镇（或旧市镇、城区）包括：拉沙佩勒马尔库斯、沙萨涅、孔潘、多扎叙沃达布勒、马祖瓦尔、圣阿利尔-埃斯蒙塔涅、瓦尔伯莱。

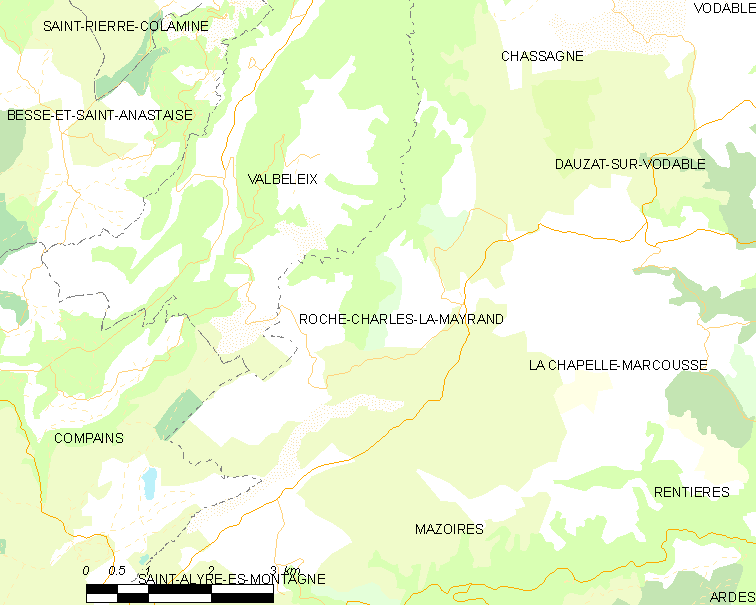
罗什夏尔-拉迈朗的OSM定位图

罗什夏尔-拉迈朗的时区为UTC+01:00、UTC+02:00（夏令时）。

## 行政
罗什夏尔-拉迈朗的邮政编码为63420，INSEE市镇编码为63303。

## 政治
罗什夏尔-拉迈朗所属的省级选区为布拉萨克莱米讷县。

## 人口

1962-2008年间罗什夏尔-拉迈朗人口变化图示

罗什夏尔-拉迈朗于2022年1月1日时的人口数量为40人。